# شاهيناز
شاهيناز (3 ديسمبر 1976 -)، واسمها الحقيقي شيرين غيرت اسمها لوجود الاسم مع شيرين عبدالوهاب حتى لا يتكرر وهي مغنية مصرية. استطاعت ان تحقق نجاحا كبيرا في مدة قصيرة، وقدمت عدة ألبومات لاقت كل منها نجاحا كبيرا، وبدأت مشوارها الغنائي من خلال أغنية «قولي قولي» ثم أنتجت الشركة المنتجة لبرنامج ستار ميكر أولى البوماتها (على ايه) وحقق نجاحا كبيرا عام 2003، وانتقلت بعد ذلك إلى شركة روتانا وتعاونت معها من خلال ألبومين (أحب أعيشلك) عام 2005 و (جوة قلبي) عام 2006.
وعلى الرغم من مقدار ما كان نجاحها سريعاً فأيضا كان قرارها بوضع الحجاب والابتعاد عن الأضواء تماماً سريعاً جدا عندما قررت ذلك بالفعل في مارس 2008، قبل أن تعود مجددا للغناء في 2017.

## النشأة
ولدت في الكويت لأب وأم مصريين. هي الابنة الوسطى لمعوض محمود بعد أخيها الأكبر طارق، ثم بعد ذلك أختها الصغري دينا. والدها كان يعمل مدرسا للموسيقى بوزارة التربية الكويتية وكان يحب العزف على العود، وتلك الصفة أكسبها لأبنه طارق (شقيقها الأكبر)، وكانت والدتها ربة منزل ولا تعمل واكتفت بتربية أبنائها فقط. ترعرعت وكبرت في الكويت ودرست هناك المرحلة الابتدائية كاملة وأتقنت اللهجة الكويتية، ولكن مع ذلك كانت تتكلم اللهجة المصرية بطلاقة بفضل والديها. إنتقلت بعد ذلك إلى مصر، وهناك أنهت دراستها بالمرحلة الإعدادية والثانوية ليلحقها والدها بالمعهد العالي للموسيقي (الكونفستوار) في عام 1994.

## السيرة الفنية
أثناء دراستها تم اكتشافها من قبل سليم سحاب، الذي أعجب بصوتها وأثنى عليه ودعاها للغناء معه وهو ما حدث بالفعل، حيث غنت شاهيناز وراء المايسترو سليم سحاب في دار الاوبرا المصرية. أنهت شاهيناز دراستها بالمعهد عام 1998، وبدأت الغناء في الحفلات والفنادق الكبرى. بالصدفة اكتشفت شاهيناز بوجود برنامج مسابقات جديد من نوعه، ذهبت شاهيناز إلى مقر البرنامج للاختبار والاشتراك فيه. اجتازت الاختبار الأول، وتم قبولها كمتسابقة في البرنامج. اختارت شاهيناز اللحن العالمي«بولــي بولــي» لتغني عليه، كتب الشاعر عنتر هلال الكلمات وتم تركيبها على الأغنية وتسميتها «قولي قولي».
في ثاني أيام عيد الفطر من عام 2002، تم ولأول مرة إذاعة الحلقة التي ظهرت فيها شاهيناز، وأبهرت لجنة التحكيم بأدائها المميز، كما أعجب الجمهور بها، في نهاية اليوم تم اختيار «شاهيناز» لتكون الفائزة في تلك الحلقة. استمرت شاهيناز بنجاحها في البرنامج حتى وصلت إلى التصفيات النهائية مع خمسة منافسين، وكان من بينهم لانا سعيد و‌رولا زكي. في اليوم النهائي من البرنامج، حضر الحفل المغني هاني شاكر والمنتج محسن جابر، وأعلن عن فوز شاهيناز بلقب «سوبر ستار ميكر» في دورته الأولى عام 2002.
بعد نجاح شاهيناز، وقعت مع شركة عالم الفن لإنتاج ألبوماتها المقبلة. تم إصدار أول ألبوم لها في صيف 2003 وتحديدا في يوليو، إلا أن الألبوم لم يحقق النجاح المطلوب منه حيث وصلت مبيعاته إلى 75 ألف نسخة فقط. قامت شاهيناز بتأسيس فرقة غنائية خاصة، وقبلت عدة عروض محلية وخارجية لإقامة الحفلات. أثناء إحيائها لحفل في دبي، قابلت شاهيناز المنتج سالم الهندي التابع لشركة روتانا، وعرض عليها التوقيع معه. دفعت شاهيناز الشرط الجزائي لشركة عالم الفن، وانتقلت شاهيناز رسميا لشركة روتانا في مايو 2004. بدأت بالتحضير لألبومها الثاني والأول مع روتانا، لكن في تلك الفترة تزوجت من الملحن الشاب ادم حسين.
أطلقت شاهيناز ثاني ألبوماتها تحت اسم «أحب أعيشلك» في 23 أبريل 2005. حقق الألبوم صدى جيدا في معظم البلدان العربية، ووصلت مبيعاته إلى 140 ألف نسخة في اواخر 2005. استغلت شاهيناز نجاحها وطرحت ألبومها الثالث في 29 يوليو 2006، تحت اسم «جوة قلبي». حقق الألبوم نجاح هائل، وصلت حجم مبيعاته إلى 280 ألف نسخة. وعلى الرغم من النجاح الذي شهدته شاهيناز في تلك الفترة، إلا أنها وصلت مع شركة روتانا إلى طريق مسدود، بعدما رفضت الشركة تصوير أي كليب من ألبومها الأخير إلا بعد مرور ست أشهر على طرحه.
إتخذت شاهيناز قرارها الأخير بالانفصال عن روتانا، ووقعت عقدا مع شركة إنتاج جديدة. وضعت طفلها الأول من زوجها ادم حسين في 3 نوفمبر 2007، واختفت بعدها شاهيناز لتعلن في فبراير 2008 عن ارتدائها الحجاب وتفرغها لرعاية إبنها.
واستمرت لمدة تسع سنوات كاملة بعيدة عن الغناء إلى أن قررت في 2016 عودتها للساحة الفنية مرة أخرى والغناء وهي محجبة. وتعاقدت مع شركة «مزيكا» في أكتوبر 2016 لتصبح الشركة المنتجة لأعمالها، وفي 2 سبتمبر 2016 طرحت أول أغانيها مع مزيكا بعنوان «شكرا أوى»، كتابة الشاعر أيمن سليم وألحان وتوزيع آدم حسين.
في العام التالي، طرحت أغنيتين على طريقة الفيديو كليب. طرحت أغنية «عسل عسل» في يوليو 2017، وعملت مع نفس فريق أغنيتها السابقة،، وقدمت أغنيتها الثانية «كدة خطر» في سبتمبر 2017، والأغنية من ألحان وتوزيع آدم حسين ومن إخراج أكرم ممدوح.
وهذا العام تعرفت شاهيناز على الشاعر والملحن التونسي عبدالكريم اللواتي الذي شرعت معه في انتاج اغنيات مغاربية لتصويرها على طريقة الفيديو كليب ولان شاهيناز تجيد الغناء بمختلف اللغات واللهجات العربية فهي تستحق لقب ايقونة الاغنية العربية

## روابط خارجية
- شاهيناز على موقع قاعدة بيانات الأفلام العربية
- شاهيناز على موقع ديسكوغز (الإنجليزية)